# یواس‌اس سیستر (اس‌پی-۸۲۲)
یواس‌اس سیستر (اس‌پی-۸۲۲) (به انگلیسی: USS Sister (SP-822)) یک کشتی بود که طول آن ۷۲ فوت (۲۲ متر) بود. این کشتی در سال ۱۸۸۲ ساخته شد.